# 男子旅
男子旅(だんしたび)は、毎週金曜日深夜（再放送：毎週土曜日夜）にDlifeにて放送されている旅番組である。

## 概要
毎週週替わりで旬の若手俳優3人が登場し、ロードバイクや車などで色々な土地を訪れ“ホンキで遊ぶ”姿を描いていくオリジナル旅番組。旅を共にする3人は同じ事務所の先輩・後輩で構成されているのが特徴である。2017年10月より第2期の放送が始まり、毎月2話ずつ新エピソードが放送される（他の週には第1期のエピソードを再放送）。

## 放送日時
- スペシャル1：2016年8月8日(月)19:00 - 20:00、（再放送：8月13日00:00 - 00:54 他）
- レギュラー放送（第1期）：2016年10月9日より毎週日曜23:55 - 24:55（月00:55）、（再放送：同年10月12日より毎週水曜19:00 - 20:00→2017年1月17日 - 3月11日毎週土曜10:30 - 11:30）
- スペシャル2：2017年8月18日(金)23:00 - 24:00、（再放送：8月19日19:00 - 他）
- レギュラー放送（第2期）：2017年10月6日より毎週金曜23：55 - 24:55（土曜00:55）、（再放送：同年10月7日より毎週土曜20:00 - 20:55）

## 放送リスト・出演者
- ナレーター - 茂木淳一

| 回数          | 本放送 再放送                                       | 旅人                         | 旅先                 | 演出       | 所属事務所                                 |
| ------------- | --------------------------------------------------- | ---------------------------- | -------------------- | ---------- | ------------------------------------------ |
| SP1           | 2016年 08月08日 08月13日 10月02日 10月05日          | 千葉雄大 久保田悠来 磯崎亮太 | 北海道・知床         | 牧 有太    | ジャパン・ミュージックエンターテインメント |
| Season1 1     | 10月09日 10月12日                                   | 矢野聖人 竹内涼真 福山康平   | 瀬戸内・しまなみ海道 | 東 考育    | ホリプロ                                   |
| 2             | 10月16日 10月19日                                   | 吉沢亮 松島庄汰 吉村卓也     | 富士山麓             | 河原 剛    | アミューズ                                 |
| 3             | 10月23日 10月26日                                   | 町田啓太 八木将康 佐藤寛太   | 東京・新島           | 鈴木隆司   | LDH                                        |
| 4             | 10月30日 11月02日                                   | 浅香航大 蕨野友也 小園凌央   | 三浦半島             | 河原 剛    | A-team                                     |
| 5             | 11月06日 11月09日                                   | 佐野岳 秋元龍太朗 笠原崇志   | 埼玉・秩父           | 鈴木隆司   | エヴァーグリーン・エンタテイメント         |
| 6             | 11月13日 11月16日                                   | 竜星涼 永瀬匡 上杉柊平       | 軽井沢               | 藤田慎一   | 研音                                       |
| 7             | 11月20日 11月23日                                   | 冨浦智嗣 滝口幸広 君嶋麻耶   | 沖縄本島             | 東 孝育    | スターダストプロモーション                 |
| 8             | 11月27日 11月30日                                   | 堀井新太 荒井敦史 中尾暢樹   | 日光                 | 藤田慎一   | ワタナベエンターテインメント               |
| 9             | 12月04日 12月07日                                   | 戸塚純貴 柳喬之 関口アナム   | 青森                 | 奥野 崇    | ボックスコーポレーション                   |
| 10 （最終回） | 12月11日 12月14日                                   | 間宮祥太朗 葉山奨之 赤楚衛二 | 金沢                 | 宇都浩一郎 | トライストーン・エンタテイメント           |
| SP2           | 2017年 08月18日 08月19日 08月20日 10月01日 10月06日 | 志尊淳 根岸拓哉 大久保祥太郎 | 北海道・ニセコ       | 鈴木隆司   | ワタナベエンターテインメント               |
| Season2 1     | 10月06日                                            | 勝地涼 笠原秀幸 郭智博       | 能登                 | 鈴木隆司   |                                            |
| 2             | 10月13日                                            | 山田裕貴 前原滉 大内田悠平   | 浜松                 | 東 考育    |                                            |
| 3             | 11月10日                                            | 入江甚儀 市川知宏 山本涼介   | みなかみ             | 河原 剛    | 研音                                       |
| 4             | 11月17日                                            | 吉村界人 永瀬匡 森優作       | 山口・下関           | 奥野 崇    |                                            |
| 5             | 12月08日                                            | 北村匠海 矢部昌暉 泉大智     | 奄美大島             | 藤田慎一   | スターダストプロモーション                 |
| 6             | 12月15日                                            | 白洲迅 川原一馬 金井成大     | 信州                 | 鈴木隆司   | キューブ                                   |
| 7             | 2018年 01月05日                                     | 松田凌 鈴木勝吾 井澤勇貴     | 奥多摩               | 河原 剛    |                                            |
| 8             | 01月12日                                            | 飯島寛騎 西銘駿 長濱慎       | 房総                 | 宮本 剛    | オスカープロモーション                     |
| 9             | 02月09日                                            | 岡山天音 井之脇海 藤原季節   | 横浜・横須賀         | 藤田慎一   |                                            |
| 10            | 02月16日                                            | 磯村勇斗 庄野崎謙 山口大地   | 伊豆                 | 河原 剛    | BLUE LABEL                                 |
| 11            | 03月09日                                            | 鈴木勝大 上遠野太洸 押田岳   | 会津                 | 奥野 崇    | エヴァーグリーン・エンタテイメント         |
| 12            | 03月16日                                            |                              | 総集編               |            |                                            |
| 13            | 03月23日                                            | 中村倫也 浅利陽介 橋本淳     | 北海道・トマム       | 鈴木隆司   |                                            |

## スタッフ
- ディレクター：河原剛、鈴木隆司、東考育、藤田慎一、奥野崇 、宮本剛他
- AD：本庄栞、一力夢二
- 技術統括：西徹
- カメラマン：市川元樹、藤枝孝幸、山田英司 他
- 構成：佐々木貴博
- プロデューサー：神山健一郎
- 制作：TV MAN UNION